# Jean Pierre (Miles Davis)
Pour les articles homonymes, voir Jean-Pierre.
Clip vidéo
[vidéo] « Miles Davis - Jean Pierre (We Want Miles) », sur YouTube
[vidéo] « Miles Davis - Jean Pierre (The Lost Concert 1991) », sur YouTube
[vidéo] « Miles Davis - Jean Pierre - Concert La Grande Halle De La Villette de Paris (1991) », sur YouTube
Jean Pierre est une composition de jazz fusion, du trompettiste de jazz américain Miles Davis, enregistrée en single,  extrait de son album We Want Miles de 1982, un des succès emblématiques de sa carrière.

## Histoire
Ce titre « Jean-Pierre » est une composition d'avant-garde jazz post-bop jazz fusion des années 1980, de plus de 10 min, de Miles Davis, à base d'adaptation inspirée et improvisée des souvenirs de la berceuse française du Moyen Âge « dodo, l'enfant do » que son ex-épouse Frances Taylor Davis fredonnait à son bébé Jean-Pierre Durand, né vers 1956 d'un précédent mariage, avant qu'ils ne vivent ensemble entre 1957 et 1965.    
Il l'enregistre durant une tournée internationale, avec son sextuor de jazz pendant un concert du 4 octobre 1981 dans le quartier d'affaires Nishi Shinjuku de Tokyo au Japon, avec lui même (trompette), Marcus Miller (guitare basse), Bill Evans (saxophone soprano et ténor), Mike Stern (guitare électrique), Mino Cinelu (percussions), et Al Foster (batterie). 

## Reprises et adaptations
Ce titre iconique de son œuvre est repris avec de nombreuses variantes d'improvisations dans divers albums compilations et de concerts lives internationaux de Miles Davis, dont Miles! Miles! Miles! (en) (1992), The Essential Miles Davis (en) (2001), et également entre autres par ses musiciens Bill Evans (2005), ou Marcus Miller (2008)... 